# Konrad Miller

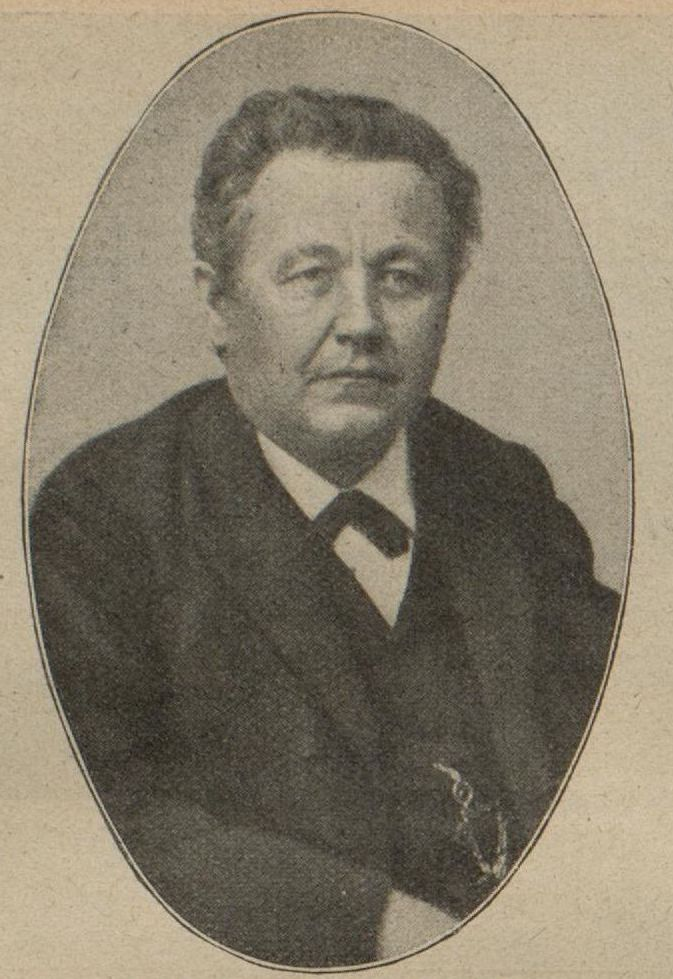
Konrad Miller, 1910

Konrad Miller (Oppeltshofen bij Ravensburg, 21 november 1844 - Stuttgart 25 juli 1933) was een katholiek theoloog, natuurwetenschapper en cartografiehistoricus. Hij is vooral bekend geworden door zijn bewerking en heruitgave van de Tabula Peutingeriana, een kaart die het laat-klassieke Romeinse wegennetwerk in de vierde eeuw afbeeldt.

## Biografie

De volledige Tabula Peutingeriana

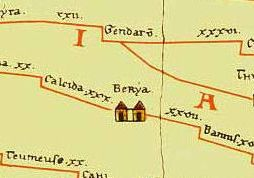
detail van de Tabula Peutingeriana

Miller kwam uit een groot boerengezin in Oppeltshoven in de buurt van Ravensburg. Al vroeg gegrepen door het geloof ving hij aan met een theologiestudie, maar combineerde dit met een studie in de natuurwetenschappen aan de Eberhard-Karls-Universiteit in Tübingen. Toen hij in 1866 als theoloog afstudeerde was hij nog te jong om als priester gewijd te worden, en volgde aan de Polytechnikum Stuttgart een scheikundige opleiding. In 1870 volgde hij ook een lerarenopleiding die hem in staat zou stellen docent te worden in de zoölogie, mineralogie, geologie en ook in een vak dat in het Duits wordt aangeduid als mathematische geografie. Als gevolg van de toen heersende Kulturkampf was het niet mogelijk voor hem als katholiek een lerarenbetrekking te krijgen in het protestantse Württemberg, en vertrok hij derhalve naar de Allgau. Daar werkte hij als zielenherder voor de plaatselijke bevolking, maar zette ook zijn natuurvorsingen door. Vanaf 1880 versterkte hij daarnaast zijn specialisatie als oudheidkundige, en nam hij deel aan archeologische opgravingen.

## Werken
- Das Tertiär am Hochsträss, Diss.rer.nat. Stuttgart 1871.
- Das römische Straßennetz in Oberschwaben: Schriften des Vereins für Geschichte des Bodensees und seiner Umgebung 14, 1885, 1-27.
- Weltkarte des Castorius genannt die Peutinger'sche Tafel. Ravensburg 1887.
- Die römischen Kastelle in Württemberg. Stuttgart 1892.
- Mappaemundi: die ältesten Weltkarten, Stuttgart: Roth, 1895.
- Zur Reichslimesforschung: Deutsches Volksblatt, 3 januari 1896, blz 1-7.
- Sammlung alter Bodenseekarten. Bregenz 1903.
- Alttertiäre Land- und Süsswasserschnecken der Ulmer Gegend: Jahreshefte des Vereins für vaterländische Naturkunde in Württemberg 1907, blz 435-457, tabellen 7-9.
- Die Peutingersche Tafel oder Weltkarte des Castorius. Stuttgart 1916.[1]
- Itineraria Romana. Römische Reisewege an der Hand der Tabula Peutingeriana dargestellt, mit 317 Kartenskizzen und Textbildern. Stuttgart 1916.[2]
- Die Erdmessung im Altertum und ihr Schicksal. Stuttgart 1919.
- Mappae Arabicae 1. Stuttgart 1926.
- Weltkarte des Arabers Idrisi vom Jahre 1154 in drei Teilen. Stuttgart 1981 (Neudruck des 1928 erschienenen Werkes).
- Die ältesten Separatkarten der 3 Erdteile, wahrscheinlich von Nikephoros Gregoras um 1350 in Konstantinopel entworfen. Stuttgart 1931.

- Bibsys: 90324155
- Biblioteca Nacional de España: XX1314877
- Bibliothèque nationale de France: cb127090793 (data)
- CiNii: DA0504490X
- Gemeinsame Normdatei: 117043486
- International Standard Name Identifier: 0000 0001 0880 8141
- Library of Congress Control Number: n87949670
- Nationale Bibliotheek van Tsjechië: jx20080512005
- Nationale bibliotheek van Australië: 36018056
- Nationale Bibliotheek van Israël: 987007297861605171
- Nationale Bibliotheek van Polen: a0000002547277
- Nationale en Universitaire bibliotheek Zagreb: 000039849
- Nederlandse Thesaurus van Auteursnamen: 069882428
- Réseau des bibliothèques de Suisse occidentale: 02-A003595537
- Système universitaire de documentation: 073428671
- Trove: 1187832
- Virtual International Authority File: 25369221
- WorldCat: E39PBJyxfpv9hRRgDBCrQhmTpP